# Victor Lourties (homme politique, 1886-1954)
Pour les articles homonymes, voir Lourties et Victor Lourties.
Victor Lourties, né le 7 avril 1886 à Billy-Montigny (Pas-de-Calais) et mort le 9 janvier 1954 à Saint-Jean-de-Luz (Pyrénées-Atlantiques), est un homme politique français.

## Biographie
Neveu de Victor Lourties, ancien ministre, il commence une carrière d'avocat, puis après la guerre mondiale, d'industriel d'armement maritime. En 1922, il devient conseiller d'Arrondissement et succède à son oncle comme conseiller général du canton d'Aire-sur-Adour. En 1931, il devient maire de la commune d'Ychoux dans les Landes, poste qu'il conservera jusqu'après la Libération. Il est sénateur des Landes de 1932 à 1940 et se montre un parlementaire très actif. Le 10 juillet 1940, il vote les pleins pouvoirs au maréchal Pétain, mais entre dans la Résistance dès septembre 1940, ce qui lui vaut d'être relevé de son inéligibilité en 1945.